# Enver Gasimzade
Enver Gasimzade (en azéri: Ənvər Əli oğlu Qasımzadə; né le 12 février 1912 à Salyan et mort le 12 mars 1969 à Bakou) est un architecte azéri soviétique, membre-correspondant de ANAS (1967), Constructeur honoré de la RSS d’Azerbaïdjan.

## Biographie
Enver Ali oghlu Gasimzade  est né dans la famille de l’enseignant Ali-bey Gasimov. 
En 1936 il termine l’Institut Polytechnique azerbaïdjanais à Bakou. Il travaille à l’Institut de projet .
1962 -1968, recteur de l’Institut Polytechnique

## Travaux
- Batîment de l’hôtel à Stépanakert (conjointement avec Enver Ismayilov, 1941);
- Immeuble dans la rue Husi Hadjiyev (actuellement av. Azerbaïdjan, 1949);
- Immeuble d'Azneft à Bakou (1956);
- Station du métro Ulduz à Bakou (1967);
- Batîment du Ministère des Finances à Bakou.
- Bâtiment principal de l'Université de médecine d'Azerbaïdjan, rue Bakikhanov à Bakou;
- Conceptions typiques de bâtiments résidentiels à plusieurs étages pour Bakou[3].

## Travaux écrits
Dadachov. Useynov. М., 1951 (conjointement avec Y. S. Yaralov);
Problèmes du développement de l’architecture azérie soviétique à l’étape moderne, Bakou, 1967.

## Décorations
Ordre du Drapeau rouge
Ordre de l’Étoile rouge
Ordre de la Guerre Patriotique du Ier, IIe degré

## Mémoire
Les rue à Bakou et Salyan portent le nom d’Enver Gasimzade
Une plaque commémorative est installée sur le mur de la maison de Bakou où Enver Gasimzade a vécu de 1948 à 1969 .